# الدوري البرازيلي الدرجة الأولى 1964
الدوري البرازيلي الدرجة الأولى 1964 هو الموسم 6 من تاسا برازيل. أقيم خلال الفترة 26 يوليو 1964 وحتى 19 ديسمبر 1964، وأشرف على تنظيمه Brazilian Sports Confederation ‏، وكان عدد الأندية المشاركة فيه 22، وفاز فيه نادي سانتوس.